# Handaoia arenacea
Handaoia arenacea là một loài tò vò trong họ Ichneumonidae.